# Zuzanna Govednik Krasková
Zuzanna Govednik Krasková, slovaška pesnica, pisateljica, publicistka, kolumnistka, prevajalka, predavateljica, psihoterapevtka, ateljejska slikarka. * 1968. 

## Življenje in delo
Zuzanna G. Krasková je v Sloveniji živeča Slovakinja, pesnica, pisateljica, kolumnistka, prevajalka, predavateljica, psihoterapevtka in ateljejska slikarka. Študirala je psihologijo (FF) magistrirala pa iz psihoterapije v okviru podiplomskega študija psihosocialne smeri (Fudš). Iz sorodnih vsebin je opravila tudi doktorski študij. Sodeluje pri projektih Zdravniki sveta  ter pri drugih projektih, ki temeljijo na pomoči marginalnim družbenim skupinam. Je predstojnica Inštituta za psihosocialno pomoč (Inštitut Kognita), kjer dela kot psihoterapevtka, svetovalka in raziskovalka. Psihoterapevtsko prakso opravlja tudi za Kralje ulice in ambulanto Pro bono.  Poleg psihoterapevtskega dela in raziskav na področju psihopatologije predava na fakultetah doma in v tujini. Od leta 2003 je članica Društva slovenskih pisateljev. Od leta 2010 piše kolumne za časopis Kralji ulice, za rubriko Izza rešetk. Od leta 2012 piše kolumne za spletno Delo, ter za rubrike Mnenja, Sobotno prilogo in Tuditi (Delo; Mnenja, Sobotna priloga, Tuditi).
Za delo na humanitarnem področju je dobila več plaket in priznanj, med ostalim od Društva Kralji ulice za dolgoletno delo na področju psihoterapevtskih obravnav in kot dolgoletna kolumnistka za časopis Kralji ulice (rubrika Izza rešetk), za dolgoletno prostovoljsko delo na področju psihoterapije v ambulanti Pro bono  (Slovenska filantropija, Mestna občina, Kralji ulice itn). 

## Priznanja in nagrade
- Leta 1976 je priseljenka  v Novem Sadu bila nagrajena za najboljši mladinski cikel pesmi PRISELJEN na natečaju o življenju manjšinskih narodov v Vojvodini (Hlas ľudu).
- Leta 2005 je bila nagrajena za najboljšo kratko prozo na natečaju Sodobnosti in Društva slovenskih pisateljev (DSP in Sodobnost).